# Donje Konjuvce
Donje Konjuvce (en serbe cyrillique : Доње Коњувце) est un village de Serbie situé dans la municipalité de Bojnik, district de Jablanica. Au recensement de 2011, il comptait 470 habitants.

## Démographie

### Évolution historique de la population
| 1948  | 1953 | 1961 | 1971 | 1981 | 1991 | 2002 | 2011 |
| ----- | ---- | ---- | ---- | ---- | ---- | ---- | ---- |
| 1 017 | 899  | 755  | 687  | 712  | 614  | 520  | 470  |

|  |